# Jerônimo de Ornelas
Jerônimo de Ornelas Menezes e Vasconcelos (Ilha da Madeira, 1691 — Triunfo, 27 de setembro de 1771) foi um proprietário rural - donatário de sesmaria (Sesmaria de Sant'Ana) sobre a qual teve início o povoamento da atual capital gaúcha, Porto Alegre.

## Registros
Quando chegou à então Capitania de São Pedro, Ornelas pelo menos desde 1732 já se havia instalado no lugar chamado Porto Viamão, que viria a se tornar a capital, e que em sua época ficou conhecido como Sítio do Dorneles. Na mesma época instalaram-se outros dois sesmeiros em áreas distintas da capitania.
Ornelas construiu sua casa no Morro de Sant'Ana, próximo onde nos tempos atuais está a divisa entre Porto Alegre e Viamão (perto dos fundos de onde é a Escola Técnica de Agronomia) que, na época, era um vasto terreno despovoado; sua sesmaria, cuja carta recebeu de D. Luís Mascarenhas em 5 de novembro de 1740, tinha por dimensões "três léguas de comprido e uma de largo no morro de Santana", tendo como limites o rio Gravataí, o rio Guaíba, o arroio Dilúvio até o Morro Sant'Ana, e uma linha seca deste morro até o rio Gravataí.
A vinda dos colonos açorianos "encheu-o de aborrecimentos" e sua instalação em suas terras a partir de 1752 forçaram-no a mudar-se do morro para a freguesia de Triunfo, em 1757; três anos depois (1760), seu filho José Raimundo Dorneles matou um agricultor e este grave incidente precipitou-lhe a decisão de vender a sesmaria e, a seguir, mudar-se para Triunfo. O adquirente, Inácio Francisco de Melo, foi finalmente desapropriado quando era governador José Marcelino de Figueiredo a fim de pacificar a instalação dos açorianos.
Dentre seus descendentes estão o Barão do Jacuí, Francisco Pedro de Abreu, que foi uma das figuras importantes no cenário porto-alegrense do século XIX, e Gomes Jardim, seu neto materno, 2ª Presidente da República Rio-Grandense, prócer da Revolução Farroupilha.

## Fundação de Porto Alegre
Em relação à data da fundação da cidade os autores divergem. Entre os defensores de que a data maior porto-alegrense seria a da doação da Sesmaria de Sant'Ana a Jerônimo de Ornelas em 1740, conta-se seu descendente e ex-prefeito da cidade Loureiro da Silva. Outros, que esta data deveria ser a da chegada dos primeiros casais açorianos, dezesseis anos depois, que se estabeleceram no lugar então denominado Porto do Dorneles. Essa discussão teve especial relevância por ocasião dos festejos do bicentenário da cidade, em 1940, durante o mandato do então prefeito Loureiro da Silva. Uma terceira corrente defendia que esta data deveria ser 1772, quando houve, pelo governo central da colônia, o reconhecimento do lugar como freguesia.
O entendimento historiográfico moderno é que a adoção da data pela doação da sesmaria e não de sua efetiva ocupação humana atendeu a uma manobra política de Loureiro da Silva que, assim, procurou dotar seu mandato de um marco significativo. O principal responsável pela construção da ideia de que a cidade tivera origem no pioneiro Ornelas se deu graças ao trabalho de Walter Spalding que, primeiro em 1940 e depois com seu livro didático de 1967 Pequena História de Porto Alegre (ed. Sulina), onde dedicou o capítulo 4 da obra ao estancieiro, superestimou seu papel histórico. Contudo, já no ano seguinte as pesquisas de Francisco Riopardense de Macedo davam que Ornelas apenas se estabelecera para a criação de gado e realizou algumas benfeitorias, sem jamais ter a intenção de promover o povoamento do lugar.

## Homenagens
Em Porto Alegre, no bairro Coronel Aparício Borges, localiza-se a Escola Estadual de Ensino Fundamental Jerônimo de Ornelas, assim nomeada em homenagem ao madeirense considerado o fundador da cidade, e a Avenida Jerônimo de Ornelas, no bairro Santana